# Aachenaltarets mästare

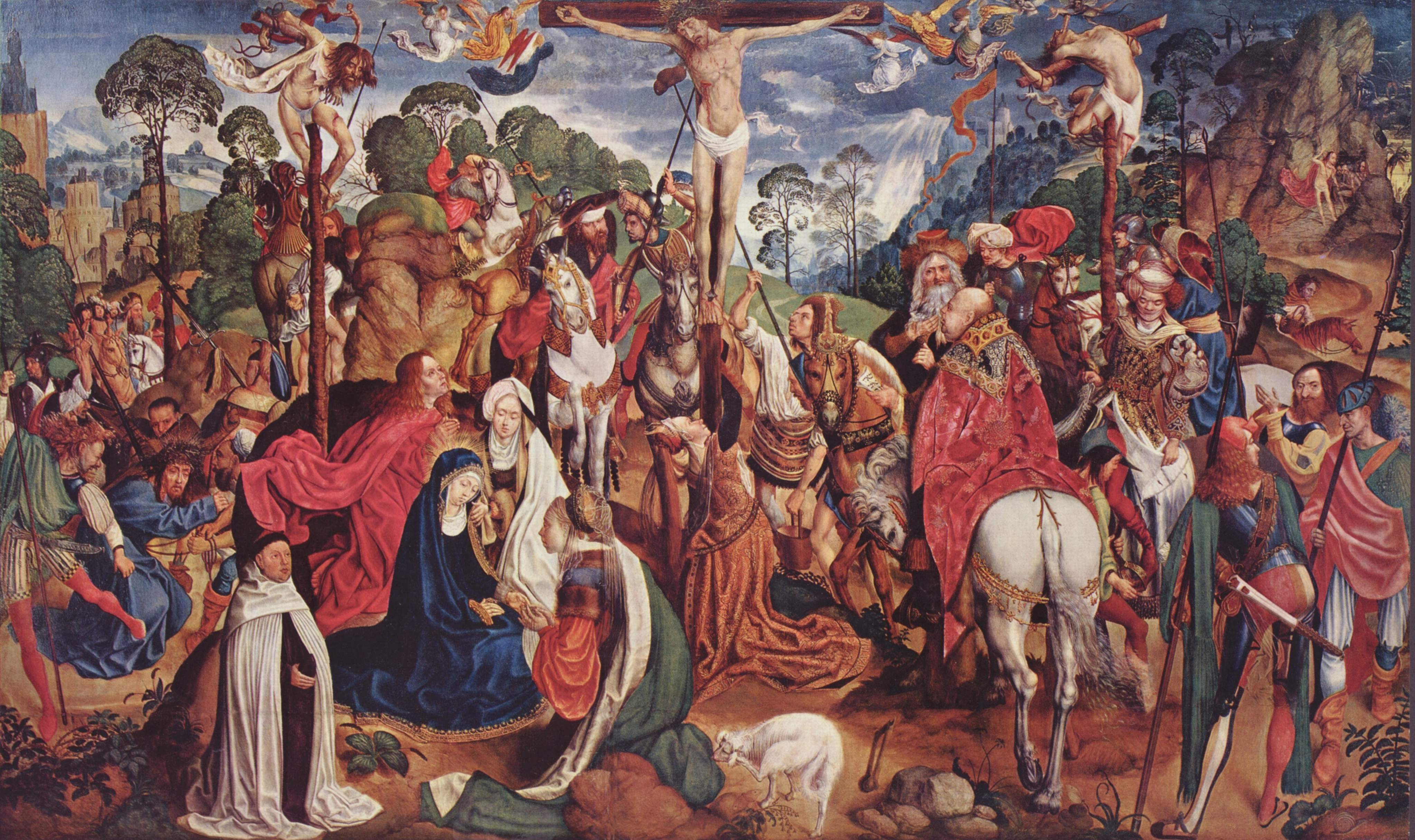
Altarmålning i Aachens domkyrka (den centrala delen).

Aachenaltarets mästare, tyska: Meister des Aachener Altars, var en tysk målare som antagligen var aktiv mellan 1485 och 1515. Han är uppkallad efter altaret i Aachens domkyrka som visar passionshistorien. Mästaren hade uppskattningsvis sin verkstad i Köln och altaret var ursprungligen tänkt för en kyrka i staden.
Enligt The Grove Encyclopedia of Medieval Art and Architecture kännetecknas altaret av ansikten med tydliga personliga drag samt av detaljerade framställningar av djur, byggnader och landskap. Flera personer utpekas som hjälpte målaren att få sitt mästerskap, främst andra mästare från Köln samt Antwerpens konstskola från tidiga 1500-talet, Derick Baegert, Jan Joest van Calcar och andra målare från Nederländerna.
Den tyske konsthistorikern Fedja Anzelewskij antog att mästaren är samma person som konstnären med signaturen PW, likaså från Köln.
Mästaren har troligen infogat några självporträtt i sina målningar, bland annat en ung man vid högra kanten av verket som visas i Bonn (se nedan), en lite äldre man på verket i Berlin och antagligen samma person på vänstra flygeln av Aachens altarmålning.

## Andra verk (urval)
Flera andra verk tillskrivs mästaren:
- Altarmålning i tre delar som likaså visar passionshistorien (gallerier i London och Liverpool)
- Konungarnas tillbedjan (galleri i Bonn)
- Konungarnas tillbedjan (galleri i Berlin)
- Ung man från adelssläkten Melem från Frankfurt am Main (Alte Pinakothek, München)